# Langmuirov val
Langmuirov val (u čast Irvinga Langmuira) ili titranje plazme, je brzo titranje elektrona u plazmi ili metalu.

## Objašnjenje
Ako zamislimo oblak naboja, s polumjerom veličine Debyeve duljine, onda iz ruba oblaka neki elektroni izađu zbog djelovanja električnog polja. U unutrašnjosti oblaka će tada nastati višak pozitivnog naboja, koje će privući neke druge slobodne elektrone i ponovo će ih električno polje prisiliti da izađu. I tako u plazmi nastaje titranje plazme ili Langmuirovi valovi. 

### Hladni elektroni
Ako su elektroni hladni (kada je mali stupanj ionizacije), onda se može pokazati da vrijedi za titranje plazme:
{\displaystyle \omega _{pe}={\sqrt {\frac {n_{e}e^{2}}{m^{*}\varepsilon _{0}}}}} {\displaystyle \left[rad/s\right]}
gdje je ne - gustoća elektrona, e – točkasti električki naboj, m* - efektivna masa elektrona i ε0 - dielektrična konstanta vakuuma. Treba napomenuti da gornja formula vrijedi ako je masa iona beskonačna, ali ona je dobro približenje budući su ioni oko 1800 puta teži od elektrona. U tom slučaju vrijedi m * = me, pa titranje plazme ovisi o fizičkim konstantama i koncentraciji elektrona ne (u cm–3). Kako vrijedi fpe = ωpe / 2π, onda vrijedi:
{\displaystyle f_{pe}\approx 8980{\sqrt {n_{e}}}} {\displaystyle \left[Hz\right]}

### Topli elektroni
Kod toplih iona (veći stupanj ionizacije), onda elektroni imaju brzinu koja ovisi o količini topline {\displaystyle v_{e,th}={\sqrt {\frac {k_{B}T_{\mathrm {e} }}{m_{e}}}}},pa pritisak elektrona djeluje kao povratna sila na električno polje i titranje plazme ima vrijednost:
{\displaystyle \omega ^{2}=\omega _{pe}^{2}+3k^{2}v_{\mathrm {e,th} }^{2}}
Gdje je k – broj valova, a to je obrnuta vrijednost od duljine valova:
{\displaystyle k={\frac {2\pi }{\lambda }}={\frac {2\pi \nu }{v_{p}}}={\frac {\omega }{v_{p}}}\;\;,}